# Willington (Durham)
Pour les articles homonymes, voir Willington.
Willington est une ville anglaise située dans le comté de Durham, au Royaume-Uni. En 2011, sa population était de 7 190 habitants.